# Antonio Marin
Antonio Marin, né le 9 janvier 2001 à Zagreb en Croatie, est un footballeur croate qui évolue au poste d'ailier gauche au NK Olimpija Ljubljana.

## Biographie

### Dinamo Zagreb
Natif de Zagreb en Croatie, Antonio Marin est formé par le plus grand club du pays, le Dinamo Zagreb. Il signe son premier contrat professionnel à l'âge de 16 ans, le 9 octobre 2017. Marin fait ses débuts en professionnel le 19 mai 2018, lors d'un match de championnat face à l'Inter Zapresic, que son équipe remporte par trois buts à un .

### Prêts successifs
En octobre 2020, il est prêté à Monza, club évoluant en Serie B. Son prêt prend fin en janvier 2021, le joueur étant mécontent de son faible temps de jeu.
Il est prêté le 4 février 2021 au Lokomotiva Zagreb jusqu'à la fin de la saison.
Le 18 juin 2021, Antonio Marin est à nouveau prêté, cette fois au HNK Šibenik,. Le 15 août 2021, il inscrit ses deux premiers buts pour le club lors d'un match de championnat face au NK Hrvatski Dragovoljac Zagreb. Son équipe l'emporte par six buts à deux ce jour-là. Le 18 septembre suivant il est à nouveau l'auteur d'un doublé contre le NK Lokomotiva Zagreb, permettant à son équipe de s'imposer (2-1 score final).
En janvier 2023, Antonio Marin rejoint le HNK Rijeka sous la forme d'un prêt jusqu'à la fin de la saison, avec option d'achat. Le transfert est annoncé dès le 7 décembre 2022.

### En sélection
Antonio Marin est sélectionné avec l'équipe de Croatie des moins de 17 ans pour participer au championnat d'Europe des moins de 17 ans en 2017, qui se déroule en Croatie. Il prend part aux trois matchs de son équipe et inscrit même un but durant le tournoi, le 6 mai 2017, contre la Turquie (défaite 1-4 de la Croatie).
Antonio Marin reçoit sa première sélection avec l'équipe de Croatie espoirs le 5 septembre 2019, face aux Émirats arabes unis en match amical. Il entre en jeu à la place de Sandro Kulenović ce jour-là et son équipe s'impose sur le score de trois buts à zéro.

## Palmarès

### En club
Dinamo Zagreb
- Champion de Croatie
  - 2017-2018, 2018-2019 et 2019-2020.